# June Pointer
June Pointer (Oakland (Californië), 30 november 1953 – Santa Monica, 11 april 2006) was een Amerikaanse popzangeres. Zij genoot vooral bekendheid als een van de The Pointer Sisters.

## Loopbaan
Samen met haar drie oudere zussen zong zij tijdens haar jeugd in het kerkkoor van de Californische plaats Oakland alwaar hun vader predikant was.
Zij begon haar muziekcarrière als duo met haar zus Bonnie; zij noemden zichzelf de Pointers-A Pair. Vervolgens vormden beiden met hun twee andere zussen Ruth en Anita de muziekgroep The Pointer Sisters. Deze muziekgroep debuteerde in 1973 en reeds in 1974 won ze een prijs.
June Pointer nam tussendoor ook twee solo-albums op. De eerste in 1983 genaamd Baby Sisters (met onder andere het nummer 'Ready for Some Action'), de tweede in 1989 genaamd June Pointer (met onder andere het nummer 'Tight On Time (I'll Fit U In)'). Later verliet zij de groep en ging ze helemaal op de solotoer.
In 2004 werd ze vanwege cocaïnebezit opgepakt en moest ze naar een resocialisatie-instituut.
June Pointer overleed op 52-jarige leeftijd aan de gevolgen van kanker in het UCLA Medical Center in Santa Monica (Californië). Volgens Amerikaanse media was Bonnie Pointer, in tegenstelling tot de twee andere zussen Ruth en Anita, niet bij het overlijden van June.